# Epigenetischer Code
Epigenetischer Code ist ein Begriff aus dem Wissenschaftsgebiet Epigenetik. Als epigenetische Codes werden hypothetische oder tatsächliche Abbildungsvorschriften (Codes) bezeichnet, die die Regeln für epigenetische Vorgänge beschreiben sollen. Aufgrund des gegenwärtigen Wissensstandes muss die Existenz eines epigenetischen Codes im Sinne eines allgemein definierten, einheitlichen Regelwerks noch als Hypothese angesehen werden (siehe auch Histon-Code-Hypothese).

## Beispiel Histon-Code
Ein wichtiges Beispiel für einen epigenetischen Code ist der Histon-Code, der die Wirkung von chemischen Veränderungen an Histonen (speziellen Eiweiß-Molekülen) auf die Struktur und die Informationsfreigabe von Erbsubstanz (DNA) beschreiben soll. Mit der Struktur ist dabei gemeint, dass bei Lebewesen mit Zellkern, wie z. B. beim Menschen, die Erbsubstanz relativ "locker" (wenig gepacktes Chromatin) oder stärker verdrillt vorliegen kann (dicht gepacktes Chromatin bzw. Chromosomen). Mit Informationsfreigabe ist gemeint, dass die einzelnen Gene (Abschnitte mit definierter Funktion), je nach Wirkung der Histone, in unterschiedlichen Maße genutzt werden (Genaktivität).

## Histon-Code und DNA-Methylierungsmuster
Der Histon-Code steht in engem Zusammenhang mit den DNA-Methylierungsmustern. DNA-Methylierung ist eine Form der chemischen Abänderung der Nukleotide (der einzelnen Bausteine der Erbsubstanz). Die DNA-Methylierung beeinflusst die Bindung von Histonen, beziehungsweise der veränderten Varianten. Die Histonmodifikationen (die chemischen Veränderungen an den Histonen) beeinflussen je nach Grad der Methylierung der DNA die Aktivität der Gene. Unter anderem werden Gene aktiv oder inaktiv, die Proteine bilden, die auf die DNA-Methylierung bzw. auf die Histon-Modifikationen rückkoppeln. Das ist beispielsweise bei Jin et al. (2011) dargestellt.

## Epigenetischer Code und Epigenom
Der epigenetische Code steht in engen Zusammenhang mit dem Epigenom. Während der Begriff Epigenom die epigenetischen Zustände in einer Zelle oder einem Gewebe erfassen soll (zumeist Histon-Modifikationen, DNA-Methylierungsmuster und Chromatinstrukturen), dient der entsprechende Code (bzw. dessen Entschlüsselung) dazu, die Entstehung und Entwicklung eines Epigenoms und dessen Auswirkungen auf den Phänotyp der Zelle, des Gewebes bzw. des Organismus zu verstehen.

## Genetischer und epigenetischer Code
Der genetische Code ist ein eindimensionaler Code. Das heißt, er beschreibt die Regeln für die Eingabe und die Ausgabe in einer Richtung:
Ist im gültigen Kontext eine bestimmte Nukleotidsequenz aus drei Nukleotiden vorhanden, dann wird diese Information im Einbau einer bestimmten Aminosäure in einem Protein umgesetzt (vereinfachte Darstellung).
So kann man ATG → M schreiben und meint damit, dass die Triplett-Sequenz aus Adenin, Thymin und Guanin zum Einbau von Methionin in die resultierende Peptidkette führt.
Epigenetische Codes sind mehrdimensional. Wie oben beschrieben, müssen sie Rückwirkungen und Einflussbedingungen erfassen. Dadurch wird ein epigenetischer Code sehr komplex.

## Anwendung
Der gegenwärtige Wissensstand führt dazu, dass sich die Bemühungen der Epigenetik auf die Aufklärung von epigenetischen Regeln fokussieren. Es besteht die Hoffnung, dass sich ein bekanntes Epigenom und ein bekannter epigenetischer Code zusammen ähnlich anwenden lassen, wie ein bekanntes Genom mit einem bekannten genetischen Code. Wenn man jedoch bedenkt, dass mit Genom und genetischem Code noch längst nicht alle notwendigen Informationen gegeben sind (Promotoren, offene Leserahmen, Introns usw.), um das Genom umfassend zu interpretieren, kann man davon ausgehen, dass die Anwendung von epigenetischen Codes auf Epigenome eine enorme Herausforderung ist. Vermutlich ist es nötig, sämtliche biologisch relevanten Molekülsorten in die Betrachtung mit einzubeziehen.
So werden beispielsweise Daten, die bei der Erforschung des Histon-Codes entstehen, unter anderem in einer Datenbank für die Erkennung der Histonmodifikationen durch entsprechende Proteine gehalten.